# Yo cuantificado

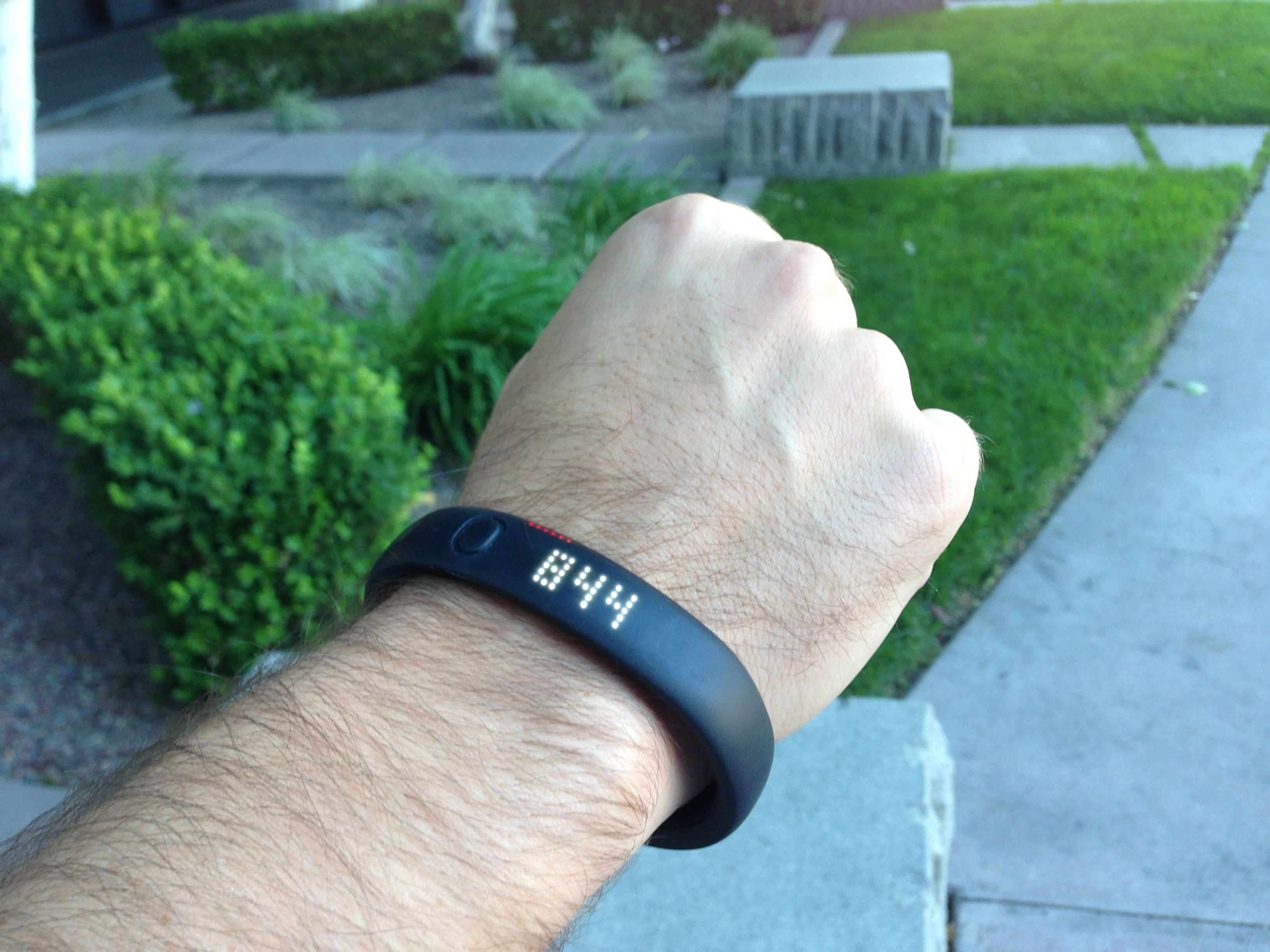
Nike+ FuelBand es uno de los muchos tipos de dispositivos portátiles que la gente utiliza como herramientas de "yo cuantificado".

El yo cuantificado es, a la vez, el fenómeno cultural del auto-seguimiento con tecnología y una comunidad de usuarios y creadores de herramientas de auto-seguimiento que comparten un interés en el "autoconocimiento a través de números". Las prácticas de autocuantificación se superponen con la práctica del registro de vida y otras tendencias que incorporan tecnología y adquisición de datos a la vida diaria, a menudo con el objetivo de mejorar el rendimiento físico, mental y emocional. La adopción generalizada en los últimos años de dispositivos portátiles de seguimiento del sueño y de la actividad física, como Fitbit o Apple Watch, combinada con la mayor presencia de Internet de las cosas en la atención sanitaria y en los equipos de ejercicio, han hecho que el autoseguimiento sea accesible para un gran segmento de la población.
Otros términos para el uso de datos de autoseguimiento para mejorar el funcionamiento diario son autoanálisis, piratería corporal, autocuantificación, autovigilancia, sousveillance (registro de la actividad personal) e informática personal.

## Historia
Según Riphagen et al., la historia del autoseguimiento cuantitativo mediante ordenadores portátiles comenzó en la década de 1970

En 2002 se propuso la autodetección cuántica para el uso de computadoras portátiles con el fin de detectar y medir automáticamente el ejercicio y la ingesta alimentaria:
"Sensores que miden señales biológicas, ... un registrador de datos personales que registra... capturas de video de por vida junto con los niveles de azúcar en sangre, ... correlacionan los niveles de azúcar en sangre con actividades como comer, al capturar un registro de la ingesta de alimentos". 

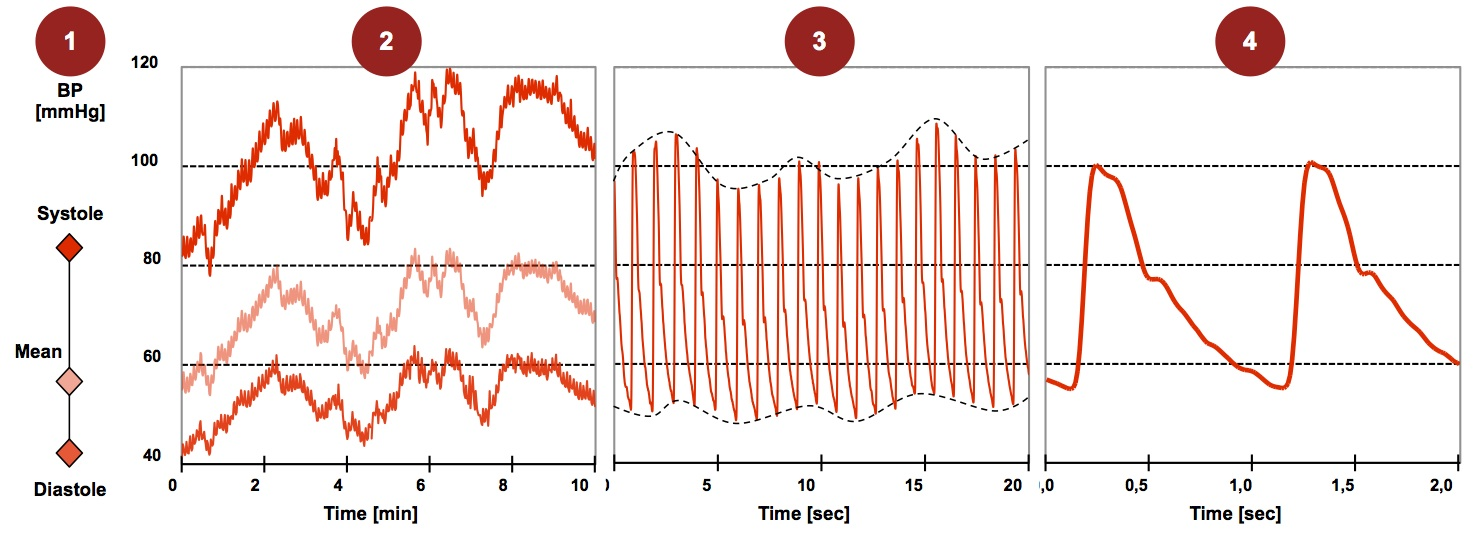
Información sobre la presión arterial

El “yo cuantificado” o el “autoseguimiento” son etiquetas contemporáneas. Reflejan la tendencia más amplia de las progresiones hacia la organización y la creación de significado en la historia humana; ha habido un uso de mediciones y recopilación de datos auto-tomados que intentaron los mismos objetivos que el movimiento cuantificado. La cientificización juega un papel importante en la legitimación del autoconocimiento a través del autoseguimiento. Ya en 2001, artistas multimedia como Ellie Harrison y Alberto Frigo fueron pioneros en el concepto, proponiendo una nueva dirección de seguimiento personal que requiere mucho trabajo sin utilizar automatización que viole la privacidad.
El término "yo cuantificado" parece haber sido propuesto en San Francisco por los editores de la revista Wired Gary Wolf y Kevin Kelly en 2007 como "una colaboración de usuarios y creadores de herramientas que comparten un interés en el autoconocimiento a través del autoseguimiento". En 2010, Wolf habló sobre el movimiento en TED, y en mayo de 2011, se celebró la primera conferencia internacional en Mountain View, California. Hay conferencias en América y Europa. Gary Wolf afirmó que "casi todo lo que hacemos genera datos". Wolf sugiere que las empresas que orientan la publicidad o recomiendan productos utilizan datos de teléfonos, tabletas, computadoras, otras tecnologías y tarjetas de crédito. Sin embargo, el uso de los datos que generan puede ofrecer a las personas nuevas formas de abordar problemas médicos, ayudar a los patrones de sueño y mejorar la dieta.
Dentro de la comunidad del yo cuantificado se ha desarrollado el concepto de “ ciencia personal ”. Se define como: "la práctica de explorar cuestiones de importancia personal mediante la realización de estudios N-de-1 autodirigidos, utilizando un enfoque empírico estructurado ".

## Metodologías
Como en cualquier estudio empírico, el método principal es la recopilación y el análisis de datos. En muchos casos, los datos se recopilan automáticamente mediante sensores portátiles, que a menudo se llevan en la muñeca. En otros casos, los datos pueden registrarse manualmente.
Los datos normalmente se analizan utilizando técnicas tradicionales como la regresión lineal para establecer correlaciones entre las variables investigadas. Como en todo intento de comprender datos potencialmente de alta dimensión, las técnicas de visualización pueden sugerir hipótesis que pueden probarse de manera más rigurosa utilizando métodos formales. Un ejemplo simple de un método de visualización es ver el cambio de alguna variable a lo largo del tiempo.
La tecnología ha hecho que sea más fácil y sencillo recopilar y analizar datos personales. A medida que estas tecnologías se han vuelto más pequeñas y más baratas de instalar en teléfonos inteligentes o tabletas, es más fácil tomar los métodos cuantitativos utilizados en la ciencia y los negocios, y aplicarlos a la esfera personal.
Las narrativas constituyen una relación simbiótica con grandes cantidades de datos. Por lo tanto, se anima a los participantes del autoseguimiento cuantificado a que compartan sus experiencias de auto-seguimiento en varias conferencias y reuniones.

## Aplicaciones
Una de las principales aplicaciones del yo cuantificado ha sido la mejora de la salud y el bienestar. Muchos dispositivos y servicios ayudan a realizar un seguimiento de la actividad física, la ingesta calórica, la calidad del sueño, la postura y otros factores involucrados en el bienestar personal. Los programas de bienestar corporativo, por ejemplo, a menudo fomentan algún tipo de seguimiento. Las pruebas genéticas y otros servicios también se han vuelto populares.
La cuantificación del yo también se está utilizando para mejorar la productividad personal o profesional, con herramientas y servicios que se utilizan para ayudar a las personas a realizar un seguimiento de lo que hacen durante la jornada laboral, dónde pasan su tiempo y con quién interactúan.
Otra aplicación ha sido en el campo de la educación, donde se utilizan dispositivos portátiles en las escuelas para que los estudiantes puedan aprender más sobre sus propias actividades y las matemáticas y ciencias relacionadas. Actualmente, muchas empresas emergentes ayudan a rastrear datos de algún tipo de patrón de salud, ya sea el sueño o el asma. Sin embargo, hay empresas más grandes como Apple y Google (Fitbit) que ocupan parte del espacio en el mercado.
Un movimiento reciente en la autocuantificación es la gamificación. Existe una amplia variedad de tecnologías de seguimiento automático que permiten convertir las actividades cotidianas en juegos otorgando puntos o valor monetario para alentar a las personas a competir con sus amigos. El éxito del deporte conectado es parte del movimiento de gamificación. Las personas pueden aportar una determinada cantidad de dinero real o falso, o recibir premios y trofeos.
Muchas de estas aplicaciones o tecnologías de seguimiento son compatibles entre sí, por lo que las personas pueden compartir información. Cada tecnología puede integrarse con otras aplicaciones o sitios web para mostrar un panorama más amplio de patrones de salud, objetivos y registros diarios. Por ejemplo, uno podría descubrir que las migrañas tienen más probabilidades de tener efectos secundarios dolorosos cuando se usa un medicamento particular contra la migraña. También se pueden estudiar las asociaciones temporales personales entre el ejercicio y el estado de ánimo.
Algunos ejemplos de estudios que se han realizado utilizando este tipo de datos incluyen proyectos como los estudios DIYgenomics, el Proyecto Genoma Personal de Harvard y el Proyecto del Microbioma Intestinal Americano.

### Bebé cuantificado
El bebé cuantificado es una rama del movimiento del yo cuantificado que se ocupa de recopilar datos extensos sobre las actividades diarias de un bebé y utilizar estos datos para hacer inferencias sobre el comportamiento y la salud. Existen varios productos de software y hardware para ayudar a los padres a recopilar datos o para recopilarlos automáticamente para su posterior análisis. Las reacciones ante el bebé cuantificado son variadas.
Los profesionales de la salud suelen pedir a los padres que registren las actividades diarias de sus bebés durante los primeros meses, como las horas de alimentación, las horas de sueño y los cambios de pañales. Esto es útil tanto para los padres (para mantener un horario y garantizar que permanezcan organizados) como para el profesional de la salud (para asegurarse de que el bebé esté en el camino correcto y, ocasionalmente, para ayudar en el diagnóstico).
Algunos padres utilizan rastreadores de sueño porque les preocupa el síndrome de muerte súbita del lactante.
Existen varias aplicaciones creadas para padres que desean realizar un seguimiento de las actividades diarias de su bebé. Las métricas que se rastrean con mayor frecuencia son la alimentación, el sueño y los cambios de pañales. A veces también se cubren el estado de ánimo, la actividad, las citas médicas y los hitos. Otras aplicaciones están diseñadas específicamente para madres que amamantan o que extraen leche para generar un suministro para su bebé.
El bebé cuantificado, al igual que el yo cuantificado, está asociado con una combinación de sensores portátiles y computación portátil. La sinergia de estos está relacionada con el concepto de Internet de las cosas.

## Debates y críticas
El movimiento del yo cuantificado ha enfrentado algunas críticas relacionadas con las limitaciones que contiene inherentemente o que podría plantear a otros dominios. Dentro de estos debates, hay algunas discusiones en torno a la naturaleza, la responsabilidad y el resultado del movimiento del yo cuantificado y sus prácticas derivadas. En general, la mayoría de los grupos de críticas abordan la cuestión de la explotación y la privacidad de los datos, pero también las habilidades de alfabetización sanitaria en la práctica del autoseguimiento. Si bien la mayoría de los usuarios utilizan los datos recopilados para el autoconocimiento y la superación personal, en algunos casos, el autoseguimiento es impulsado e impuesto por los empleadores a los empleados en ciertos entornos laborales, las compañías de seguros de salud y de vida o los programas de adicción a sustancias (monitoreo de drogas y alcohol) para monitorear la actividad del sujeto y obtener conclusiones. Por lo general, los datos recopilados mediante esta práctica de autoseguimiento pueden ser accedidos por agencias comerciales, gubernamentales, de investigación y de marketing.

### Fetichismo de datos
Otra línea recurrente de debate gira en torno al “fetichismo de los datos”. Esto ocurre cuando los usuarios activos de dispositivos de seguimiento automático se sienten atraídos por la satisfacción y la sensación de logro y realización que ofrecen los datos numéricos. Los defensores de estas líneas de crítica tienden a afirmar que los datos en este sentido se vuelven simplistas, mientras que los fenómenos complejos se transcriben en datos reduccionistas. Esta línea reduccionista de crítica generalmente incorpora temores y preocupaciones con respecto a las formas en que se redefinen las ideas sobre la salud, así como la dinámica médico-paciente y la experiencia de la identidad entre quienes realizan autoseguimiento. Debido a estos argumentos, el movimiento del yo cuantificado ha sido criticado por ofrecer ideales predeterminados de salud, bienestar y autoconciencia. En lugar de aumentar las habilidades personales para el autoconocimiento, distancia al usuario de sí mismo al ofrecer un marco inherentemente normativo y reduccionista.

### Alfabetización en salud
Una línea alternativa de crítica, todavía vinculada al discurso reduccionista pero que sigue proponiendo una solución más esperanzadora, está relacionada con la falta de alfabetización en salud de la mayoría de quienes realizan el autoseguimiento. En general, las personas tienden a centrarse principalmente en la fase de recopilación de datos, mientras que las fases de archivo, análisis e interpretación de los datos suelen pasarse por alto debido a las habilidades necesarias para llevar a cabo dichos procesos, lo que explica el llamamiento a la mejora de las habilidades de alfabetización en salud entre los autocuantificadores.
Se ha afirmado que el lema del movimiento del yo cuantificado "conoce tus números para conocerte a ti mismo" es inconsistente, en el sentido de que no reconoce plenamente la necesidad de contar con habilidades auxiliares de alfabetización en salud para realmente llegar a "conocerte a ti mismo". La solución propuesta por los defensores de la crítica de la alfabetización en salud para mejorar la práctica del autoseguimiento y sus resultados es centrarse en abordar las barreras individuales y sistémicas. Los ciudadanos de edad avanzada se enfrentan a barreras individuales cuando tienen que lidiar con la tecnología contemporánea o en casos donde existe la necesidad de prácticas culturalmente sólidas, mientras que las barreras sistémicas podrían superarse al involucrar la participación de más expertos en alfabetización en salud y la organización de la educación en alfabetización en salud.

### Carga del seguimiento
Otro desafío del autoseguimiento es que puede ser bastante pesado en el sentido de que lleva tiempo, pero también puede ser experimentado como un recordatorio de que uno está enfermo. Un estudio que exploró el autoseguimiento de la enfermedad de Parkinson encontró recomendaciones para un autoseguimiento equilibrado: enfocarse en los aspectos positivos, usar herramientas mejoradas y discutir los resultados del autoseguimiento con los proveedores de atención médica.